# Arasanahalli, Chik Ballapur
Arasanahalli là một làng thuộc tehsil Chik Ballapur, huyện Kolar, bang Karnataka, Ấn Độ.